# Stadsstadion Gandja
Het Stadsstadion Gandja is een voetbalstadion in de Azerbeidzjaanse stad Gandja. In het stadion speelt Kəpəz PFK haar thuiswedstrijden.